# De buena mañana
De buena mañana è stato un programma televisivo trasmesso dall'emittente spagnola Antena 3 nella stagione 2001-2002.

## Presentatori
La conduzione del programma era affidata al giornalista Juan Ramón Lucas, che tuttavia abbandonò sette mesi dopo per presentare il reality show Escuela de actores. Dal 30 aprile 2002 Isabel Gemio, assieme a Óscar Martínez e Mariona Xuclá ha preso il suo posto come conduttrice.

## Format
Con una durata di tre ore, lo spazio copriva la fascia mattutina dell'emittente, in diretta competizione con il programma Día a día, presentato da María Teresa Campos su Telecinco.
Il suo contenuto si rifaceva allo schema classico del rotocalco, con interviste, notizie, concorsi, temi di attualità e panoramiche sulla cronaca rosa.
Nella discussione su temi di attualità intervenivano la cantante Cristina del Valle, lo scrittore Luís Antonio de Villena e le giornaliste Natalia Figueroa e Karmentxu Marín.
Per i temi di attualità l'analisi era affidata alla giornalista Ángela Portero.

## Audience
Al termine della stagione, il programma ha ottenuto in media uno share del 18,1%, 8 punti in meno del suo rivale Día a día.